# Функции Штумпфа
Функции Штумпфа ck(x) были введены в небесную механику немецким астрономом Карлом Штумпфом в его теории универсального решения для кеплеровского движения. Они описываются следующим разложением в ряд Тейлора:
{\displaystyle c_{k}(x)={\frac {1}{k!}}-{\frac {x}{(k+2)!}}+{\frac {x^{2}}{(k+4)!}}-\cdots =\sum _{i=0}^{\infty }{\frac {(-1)^{i}x^{i}}{(k+2i)!}}}
для {\displaystyle k=0,1,2,3,\ldots } Этот ряд абсолютно сходится для любых действительных x.
Близки тригонометрическим функциям. Сравнивая разложение в ряд Тейлора для c0(x) и c1(x) с разложением в ряд Тейлора для тригонометрических функций sin и cos, можно найти следующие соотношения:
- {\displaystyle c_{0}(x^{2})=\cos(x)}
- {\displaystyle c_{1}(x^{2})={\frac {\sin(x)}{x}}=\operatorname {sinc} (x)}
- {\displaystyle c_{2}(x^{2})={\frac {1-\cos(x)}{x^{2}}}}
- {\displaystyle c_{3}(x^{2})={\frac {x-\sin(x)}{x^{3}}}}

Аналогично, для гиперболических функций sinh и cosh мы находим:
- {\displaystyle c_{0}(-x^{2})=\cosh(x)}
- {\displaystyle c_{1}(-x^{2})={\frac {\sinh(x)}{x}}}

Для неотрицательных k, {\displaystyle c_{k}(0)={\frac {1}{k!}}}.
Функции Штумпфа удовлетворяют следующему рекурсивному выражению:
{\displaystyle xc_{k+2}(x)={\frac {1}{k!}}-c_{k}(x),{\text{ для }}k=0,1,2,\ldots \,.}
Функции Штумпфа позволяют единообразно описать движение тела в центральном поле для любого значения «кеплеровской энергии» (суммы кинетической и потенциальной энергии), соответствующего движению по эллиптическим (кеплеровская энергия отрицательна), параболическим (кеплеровская энергия в точности равна нулю) и гиперболическим (кеплеровская энергия положительна) траекториям.